# 福岡県道550号浜新建堅粕線
福岡県道550号浜新建堅粕線（ふくおかけんどう550ごう はましんたてかたかすせん）は、福岡県福岡市東区から福岡市博多区に至る一般県道である。

## 概要
福岡市東区箱崎7丁目から福岡市博多区堅粕1丁目に至る。
起点から箱崎3丁目（福岡県道21号福岡直方線との交点）までの区間は、幅員が狭く、裏道と呼ぶのにふさわしい道である。福岡県道21号福岡直方線から南の2.5 kmの区間には「妙見通り」との福岡市道路愛称が付けられており、福岡市と糟屋郡久山町方面を結ぶ重要路であるため交通量は多く、片道2車線で整備されている。
「妙見通り」との愛称は、パピヨン通り・吉塚通りとの交差点である妙見交差点を通ることに由来する。

### 路線データ
- 起点：福岡市東区箱崎7丁目（名島橋西交差点、国道3号交点）
- 終点：福岡市博多区堅粕1丁目（堅粕1丁目交差点、国道3号交点、国道202号起点、福岡県道510号博多停車場東本町線終点）

## 路線状況

### 通称
- 妙見通り

### 重複区間
- 福岡県道21号福岡直方線（福岡市東区箱崎3丁目・九大正門入口交差点 - 福岡市東区箱崎3丁目・箱崎3丁目交差点）

## 地理

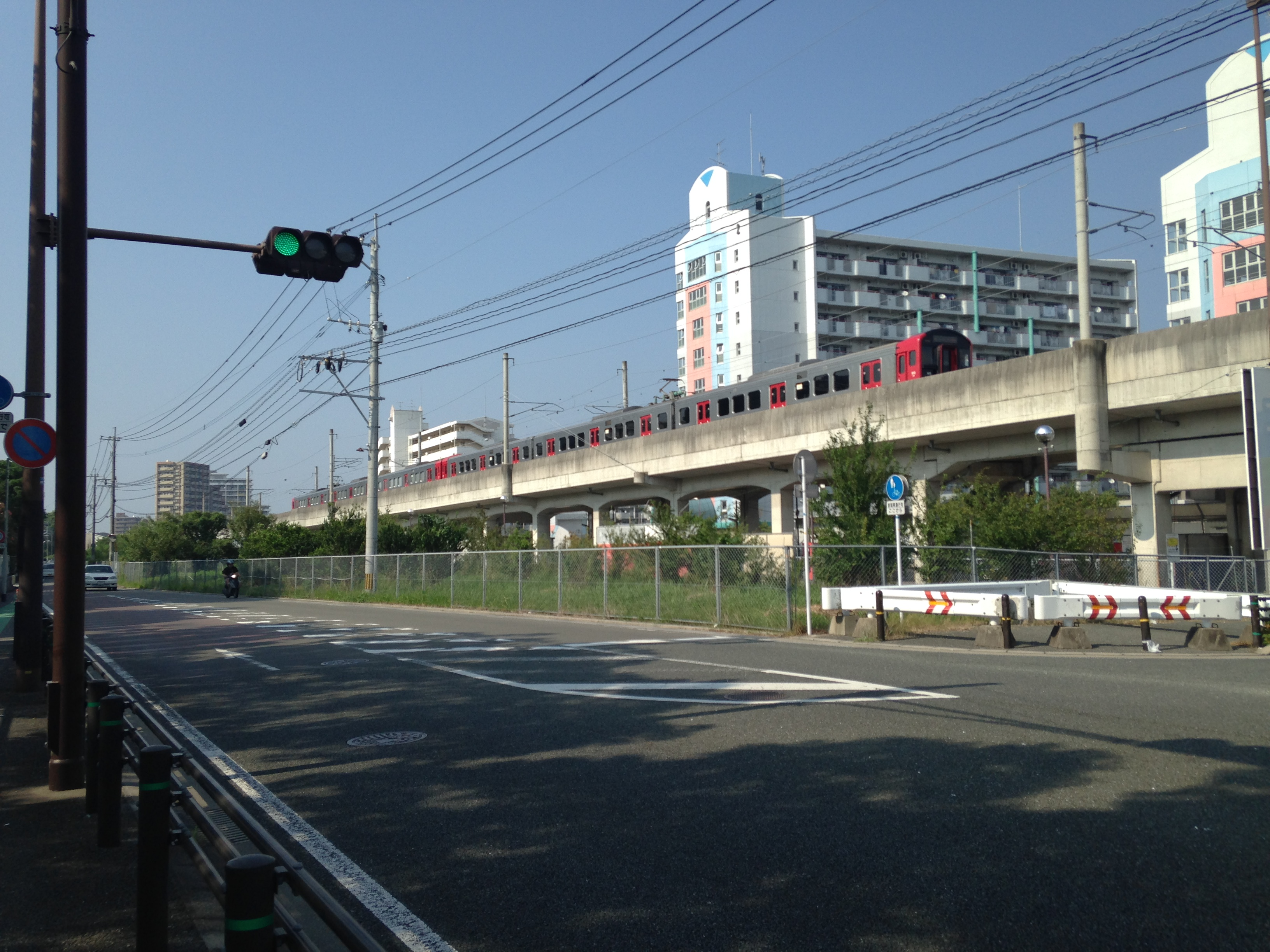
鹿児島本線と並行する福岡市東区箱崎区間

まず名島橋西交差点で国道3号から左に分かれ、博多臨港線の下を通り西鉄貝塚線と踏切で交差し、鹿児島本線と並行して真南に進む。福岡高速4号粕屋線の下を通り箱崎6丁目交差点で九州大学箱崎キャンパスに沿うように右折し、狭い道を500 mほど南西に進む。左折して箱崎新道を通り、箱崎3丁目交差点で右折して妙見通りに入り、再び鹿児島本線と並行し、片側2車線の道路を南南西に進む。箱崎3丁目交差点から約2.5 km先の堅粕1丁目交差点が終点で、直進すると国道202号に入り、右左折すると国道3号に入る。

### 通過する自治体
- 福岡市（東区 - 博多区）

### 交差する道路
| 交差する道路                                      | 市町村名 | 市町村名 | 交差する場所 | 交差する場所           |
| ------------------------------------------------- | -------- | -------- | ------------ | ---------------------- |
| 国道3号                                           | 福岡市   | 東区     | 箱崎7丁目    | 名島橋西交差点 / 起点  |
| 福岡県道21号福岡直方線 重複区間起点               | 福岡市   | 東区     | 箱崎3丁目    | 九大正門入口交差点     |
| 福岡県道21号福岡直方線 重複区間終点               | 福岡市   | 東区     | 箱崎3丁目    | 箱崎3丁目交差点        |
| 福岡県道68号福岡太宰府線                          | 福岡市   | 東区     | 箱崎3丁目    | 法務局入口交差点       |
| 福岡県道517号吉塚停車場線                         | 福岡市   | 博多区   | 吉塚本町     | 馬出1丁目交差点        |
| 福岡県道607号福岡篠栗線 / パピヨン通り・吉塚通り  | 福岡市   | 博多区   | 吉塚本町     | 妙見交差点             |
| 国道3号 国道202号 福岡県道510号博多停車場東本町線 | 福岡市   | 博多区   | 堅粕1丁目    | 堅粕1丁目交差点 / 終点 |

### 交差する鉄道
- 西鉄貝塚線

### 沿線
- 福岡市地下鉄箱崎線・西鉄貝塚線 貝塚駅
- 西日本鉄道 多々良車両基地
- 九州大学（箱崎キャンパス）
- JR九州鹿児島本線 箱崎駅
- 筥崎宮
- 福岡県粕屋総合庁舎
- 東公園
- 西鉄バス吉塚自動車営業所
- JR九州鹿児島本線・篠栗線 吉塚駅
- ブランチ博多パピヨンガーデン（旧・パピヨンプラザ）
- 福岡県立博多青松高等学校
- 福岡県立福岡高等学校